# Пенажоя
Пенажо́я (порт. Penajóia)  —  район (фрегезия) в Португалии,  входит в округ Визеу. Является составной частью муниципалитета  Ламегу. По старому административному делению входил в провинцию Траз-уш-Монтиш и Алту-Дору. Входит в экономико-статистический  субрегион Дору, который входит в Северный регион. Население составляет 1250 человек на 2001 год. Занимает площадь 10,33 км².